# 1923年克拉科夫骚乱
1923年克拉科夫骚乱是1923年11月6日波兰克拉科夫罢工期间发生的骚乱。这一事件又被称为1923年克拉科夫起义。 期間示威者控制了中央集市广场。 最终军队和警察向工人开火。  事故造成大约18-30名工人以及14名士兵遇难，31名警察受伤。 

## 衝突
1923年10月29日，波蘭政府要求1893年至1901年出生的铁路工人入伍。11月4日，波蘭當局又在华沙、罗兹、克拉科夫等城市设立战地法庭。11月5日，波兰工人举行全国总罢工。11月6日清晨，波蘭當局在克拉科夫的大街上部署軍隊。不過克拉科夫工人依然前往杜纳耶夫斯基大街工人俱乐部聚集，結果被警察和军队堵截。双方爆發冲突。不過士兵中有人向工人投降，結果克拉科夫大部分市区反而被工人控制。
同時波兰社会党和工会领导人與政府谈判，政府宣布取消设立战地法庭，並命令警察和军队撤出克拉科夫。工人領袖承诺不再罢工，并敦促所有工人第二天返回工作岗位。
此次衝突造成大约18 至30名工人和14名士兵 死亡，另有101名士兵  以及31名警察受伤 。